# Kókkinon
Kókkinon är en ort i Grekland.   Den ligger i prefekturen Nomós Voiotías och regionen Grekiska fastlandet, i den sydöstra delen av landet, 70 km nordväst om huvudstaden Aten. Kókkinon ligger 212 meter över havet och antalet invånare är 744.
Terrängen runt Kókkinon är huvudsakligen kuperad, men västerut är den platt. Runt Kókkinon är det ganska glesbefolkat, med 25 invånare per kvadratkilometer. Närmaste större samhälle är Thívai, 18,0 km söder om Kókkinon. == Kommentarer ==
1. ↑  Framräknat ur variansen i alla höjduppgifter (DEM 3") från Viewfinder Panoramas, inom 10 km radie.[2] Mer om algoritmen finns här: Användare:Lsjbot/Algoritmer.